# Burg Ülpenich
Die Burg Ülpenich  eine abgegangene Wasserburg in Ülpenich, einem Stadtteil von Zülpich in Nordrhein-Westfalen.
Die Burg lag wohl westlich des Ortes am Rotbach. 1817 gab es noch geringe sichtbare Reste des Anwesens.
Erstmals wird im Jahre 1140 ein Johannes von Ulpech genannt. Er wird Besitzer der Burg gewesen sein. Er war Mitglied einer Ortsadelsfamilie, die ab 1321 mit Kuno von Ulpich der Ritterschaft angehörte. Immer wieder wird der adlige Hof erwähnt. Das dürfte der Hof gewesen sein, den Dietrich Schinnemann von Aue (Kreuzau) 1385 an das Stift zu Nideggen verkaufte. Sowohl der Ort Ülpenich als auch das ehemalige Adelsgut wurden im Geldrischen Erbfolgekrieg zerstört und 1559 an anderer Stelle neu errichtet.